# Ferdinant Anderheggen
Ferdinant Anderheggen (Roermond, 20 april 1866 – Brussel, 30 augustus 1931) was een Nederlandse automobielbouwer.
In 1899 maakte Ferdinant Anderheggen met succes een auto; niet lang daarna maakte hij een tweede. Het autobouwen ging hem zo goed af dat Anderheggen onderhandelde met een Franse autofabrikant voor de fabricage van zijn auto's. Uiteindelijk ketste dit af en ging hij in zee met de Limburgse machinefabriek Konings waar hij in dienst trad. In 1903 kwam hij in het nieuws door een handig hulpmiddel om banden van de velg te kunnen nemen.